# 미라사카역
미라사카역(일본어: 三良坂駅)은 일본 히로시마현 미요시시에 위치한 서일본 여객철도 후쿠엔 선의 철도역이다. 단선 승강장 1면 1선의 구조를 갖춘 지상역이다.

## 역 주변
- 국도 제184호선
- 미요시 시청 미라사카 지소

## 역사
- 1933년 11월 15일 : 후쿠엔키타 선 (당시)이 다코 역 - 기사 역 간에 개업했던 때에 설치.
- 1938년 7월 28일 : 후쿠엔키타 선이 현행 후쿠엔 선의 일부가 되어, 이 역도 그 소속으로 한다.
- 1985년 12월 1일 : 무인화.
- 1987년 4월 1일 : 일본국유철도 분할 민영화에 의해, 서일본 여객철도가 승계.
- 1990년 봄 : 현 역사 준공. 당시의 미라사카 정이 1억엔 고향 창생사업 자금의 이익을 이용해서 건축함.

## 인접 역
| 후쿠엔 선          | 후쿠엔 선   | 후쿠엔 선                       |
| ------------------ | ----------- | ------------------------------- |
| 기사 후쿠야마 방면 | ■ 후쿠엔 선 | 시오마치 시오마치 · 미요시 방면 |